# 氣鎖現象
氣鎖現象是在充滿液體的管路中，因管路中高點出現的氣體造成液體流動受限，甚至阻塞的現象。像液壓泵可能會因為氣鎖現象而無法抽汲液體
氣體密度較液體輕，因此會上昇到管路的高點。若是充滿液體的管路，在加壓時液體會流動，但若其中有氣體，則其行為會類似壓力計，氣體在壓力大時體積縮小，若壓力較小時體積會恢復原狀。
氣鎖現象可能會在液壓管路在刻意清空（可能是為了維修）或是意外清空後，要重新運作時發生。例如中央供暖系統透過循环泵將熱水輸送到各散热器。當為管路供水時，會有氣泡卡在散热器的管路中，需要透過散热器內建的螺旋阀才能排出空气。根據管路的型式不同，處理方式也不同，若有倒U型的管路，需在最高點將空气排出。否則，氣鎖現象可能會將管路完全堵住。而中央供暖系統的循环泵，其壓力一般不會大到足以克服氣鎖現象的程度。

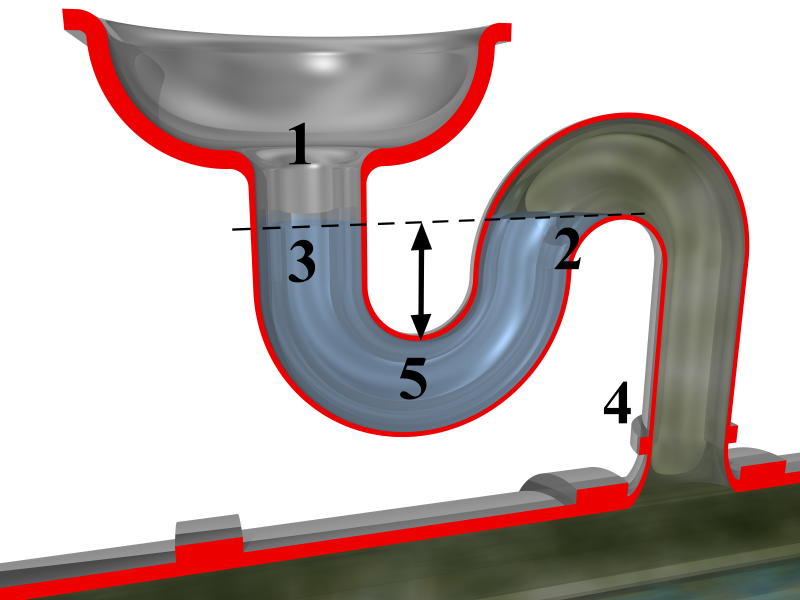
馬桶'S'型的出水口

氣鎖現象也有其應用的場合，例如馬桶排水口的S型彎管，可以讓液體沒有阻礙的從上方(1)流到下方(4)，而下方的氣體其壓力若小於S型彎管中的水柱壓力，就無法從下方排到馬桶上方。水柱一般會有 75至100 mm高，避免污水系統中的氣體排回到馬桶中，也避免馬桶中的氣體進入污水系統管線。